# عبدی نگیه
عبدی نگیه (انگلیسی: Abdi Nageeye؛ زادهٔ ۳ فوریهٔ ۱۹۸۹) دونده دو استقامت و ماراتن سومالیایی‌تبار اهل هلند است.